# Кучипуди

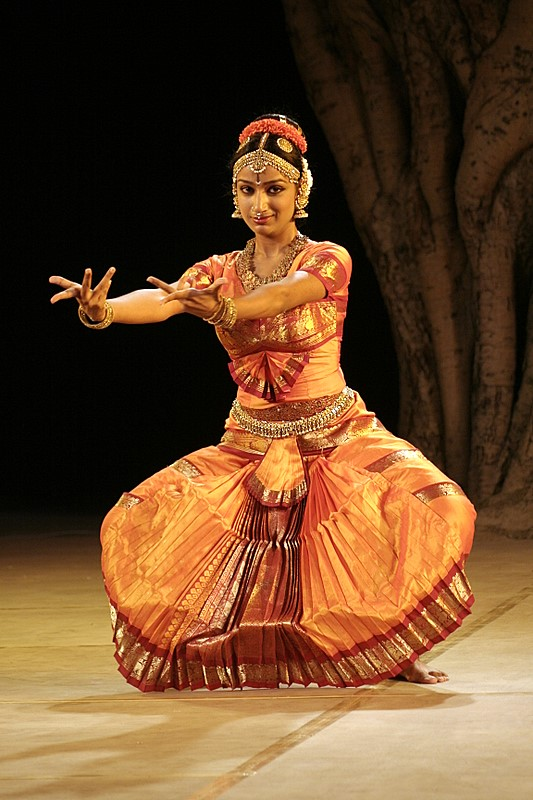
Танцовщица кучипуди Ямини Редди

Кучипу́ди — вид классического индийского танца (штат Андхра-Прадеш, Индия), вид танцевальной драмы.

## История
Название этого стиля происходит от региона, в котором он сформировался: деревня Кучелавапури (название местечка на языке телугу (Kuseelavapuri) означает «поселение актёров»).
Менее распространены другие названия этого стиля: Кучипу́ди бха́ратам и кучипу́ди на́тья. Первое из них отражает суть этого искусства: слияние бха́ва (эмоций), ра́га (мелодии) и та́лам (ритма); второе означает «танцевальная драма кучипуди».
Традиции этого классического танца восходят к древним временам, о чём свидетельствуют скульптурные изображения апсар, небесных танцовщиц в храмах Южной Индии (Рамаппа). Считается, что уже в 1 веке до н. э. это искусство было распространено на территории современного штата Андхра Прадеш. Танцевали его девада́си («служанки бога») — девушки, жившие при храмах и официально выданные замуж за божество, которому был посвящён храм.

## Стиль
Кучипуди представляет собой синтез музыки, поэзии, театрального искусства, эстетики движения, мимики и жеста. Согласно древней традиции танцовщица стиля Кучипуди декламирует и танцует одновременно. В этом заключается одна из особенностей стиля.
Репертуар этого стиля совмещает как старинные танцевальные композиции, так и современную хореографию. Традиция кучипуди может включать в себя самые разнообразные жанры танцевальных композиций:
- пурвара́нгам — освящение сцены;
- пушпа́нджали — подношение цветов божеству сцены;
- джати́свара́м — танец как таковой, то есть «нритта»;
- свара́джати́ — тоже пример «нритта», состоящий из нескольких джати;
- шабда́м,
- ки́ртанам — самых разных авторов, очень часто Аннамайи и Тьягараджи;
- аштапа́ди «Гитаговинды» поэта Джаядевы,
- пада́м — всегда связаны с воплощением темы любви,
- тилла́на — тоже хореография в «чистом» виде, украшенная четверостишием, посвящённым какому-либо божеству;
- та́рангам — танцы на латунной тарелке, основой которых чаще всего избирается поэма Нараяны Тиртхи «Волны чудесных деяний Шри Кришны» («Шри Кришна лила тарангини»), главы этой поэмы именуются словом «та́рангам» — «волна» и повествуют о разных эпизодах из жизни Кришны. Этот термин сегодня стал обобщённым названием всех танцев, исполняемых на латунной тарелке.

Во время этого почти циркового номера танцовщица балансирует на острых краях медного блюда часто держа при этом на голове небольшой кувшинчик с водой, а иногда кувшинчик ещё увенчан и свечой.

## Актёры
Особый вклад в развитие этого стиля внес брахман Сиддхендра Йоги, живший в XV веке. Примерно в то же время распространилась традиция исполнения этого стиля мужчинами. Женщинам было затруднительно путешествовать по нескольку месяцев в отрыве от домашнего очага и хозяйства. Ведантам Лакшминараяна Шарма стал первым, кто стал обучать этому искусству женщин. Он же считается создателем соло-танцев, до этого кучипуди напоминал больше театр, нежели танец. В наши дни этот стиль динамично развивается как в средневековой форме (танцоры только мужчины), так и в старинной традиционной (она же и новейшая — в исполнении женщин). Известными танцорами в стиле кучипуди являются Собха Найду, Ямини Кришнамурти, Джьоти Лаккараджу, Камала Редди, Анурадха Джоналгадда и другие.